# Andi Hartono
Andi Hartono Tandaputra (* 29. Mai 1989) ist ein schwedischer Badmintonspieler indonesischer Herkunft. 

## Karriere
Andi Hartono siegte 2005, noch für Indonesien startend, bei den Scottish Open gemeinsam mit Imam Sodikin. 2008 wurde er Dritter bei den Nationalspielen in Indonesien. Später wechselte er nach Schweden und wurde dort von 2008 bis 2014 fünf Mal Meister. Bei den Hungarian International 2007 belegte er Rang zwei.